# 12e régiment étranger d'infanterie
Le 12e régiment étranger d’infanterie est un régiment de la Légion étrangère créé au début de la Seconde Guerre mondiale en février 1940 et dissous la même année lors de l'armistice.

## Création
Le régiment est créé le 24 février 1940 à partir de réservistes de la Légion, d'engagés d'Afrique du Nord et de volontaires étrangers. Il comporte 3 bataillons. Il est constitué et entraîné au camp de La Valbonne.

## Chefs de corps
- lieutenant-colonel Besson

## Historique des garnisons, campagnes et batailles

### Seconde Guerre mondiale
Le régiment est affecté à la 8e division d’infanterie. Il monte en ligne le 25 mai dans l’Aisne pour défendre les sept ponts entre Venizel et Pommiers dont ceux de Soissons. Le 4 juin, le 3e bataillon est détaché à la 28e division d'infanterie alpine et envoyé dans le secteur de La Malmaison. Il lance une contre-attaque le 4 juin, la bataille dure 10 heures, le bataillon est anéanti.
Le 7 juin, les restes du régiment, toujours dans la région de Soissons, se battent avec acharnement pour empêcher les Allemands de franchir l’Aisne. Le régiment, déjà amputé de la moitié de ses effectifs, se replie sur l’Ourcq où il contient l’ennemi pendant deux jours. Le régiment se battra jusqu'à l’Armistice. Lors de la campagne de 1940, il a perdu 90 % de ses hommes.
Le régiment est cité à l’ordre de la division pour sa bravoure lors de la campagne.

## Devise
- Honneur, fidélité, valeur, discipline

## Drapeau
Aucune inscription sur son drapeau

## Sources et bibliographie
- Mémorial de France, André-Paul Antoine, Éditeur Sequana, 1941.
- Henri le Mire, Histoire de la Légion : de Narvik à Kolwesi, Paris, A. Michel, 1978, 334 p. (ISBN 978-2-226-00694-3, OCLC 489918939).
- http://foreignlegion.info/12e-regiment-etranger-d-infanterie/